# Szent Ilona (terület)
Szent Ilona (angolul Saint Helena), avagy Szent Ilona-sziget a Szent Ilona, Ascension és Tristan da Cunha Egyesült Királyság tengeren túli területének egyik adminisztratív része az Atlanti-óceán déli részén. Földrajzilag Afrikához sorolható (távolsága 1868 km Angola partjaitól). (Területe valamivel kisebb, mint a Csepel-sziget fele.)
A Cartographia Kiadó világatlasza szerint a közigazgatási egység neve Szent Ilona, a sziget földrajzi neve pedig Szent Ilona-sziget.
A sziget leginkább arról híres, hogy itt élte utolsó éveit a britek által ide száműzött I. Napóleon francia császár és hadvezér.
A sziget 2012 óta a világörökség javaslati listáján szerepel.

## Történelem
A szigetet 1502. május 21-én fedezte fel João da Nova portugál hajós, és konstantinápolyi Helénáról (Szent Ilona) nevezte el. A szigetet lakatlanul találta. Egy kápolnát és néhány házat épített, de állandó település ekkor még nem született.
Thomas Cavendish volt az első angol, aki járt a szigeten, 1591-ben, nem sokkal a szomszédos Ascension-szigeten bekövetkezett halála előtt.
1645-ben a hollandok települést hoztak létre Szent Ilonán, de ez csak 1651-ig létezett, ekkor a sziget ellenőrzését a Brit Kelet-indiai Társaság vette át. A hollandok 1673-ban visszafoglalták a szigetet, de két hónap után megint kiűzték őket. A Kelet-indiai Társaság Szent Ilonát állomáshelyként használta az India felől Európába tartó hajói számára, amelyek a Jóreménység foka felől érkezve a délkeleti szél segítségével könnyen idejuthattak. A sziget első állandó települése Jamestown lett, amelyet Jakab yorki hercegről, a későbbi II. Jakab királyról neveztek el.
1815-ben a brit kormány Szent Ilonát jelölte ki Napóleon száműzetésének helyszínéül. A lemondatott császár 1815 októberében érkezett meg, és először egy fogadóban szállásolták el Jamestownban. Ezt a szálláshelyet igen méltatlannak találta, ezért rövid idő után átköltözött  a „The Briars” nevű helyre, ahol egy angol tisztviselő kertjében álló pavilonban szállt meg,  decemberig, amikor Longwoodba költözött, ahol az angolok átalakítottak és kibővítettek számára egy udvarházat. Itt halt meg 1821 májusában. Ezekben az években a szigetet megtömték katonákkal, kormányzójának a korona Sir Hudson Lowe-t nevezte ki.  Napóleont szigorúan őrizték. A britek ebben az időben foglalták el a szomszédos szigeteket, köztük Ascension szigetet is, hogy megakadályozzák az innen induló esetleges francia kísérleteket Napóleon kiszabadítására. Miután Napóleon meghalt (1821), a Kelet-indiai Társaság visszanyerte a Szent Ilona feletti teljes ellenőrzést 1834. április 22-éig, amikor egy törvény a szigetet a brit korona fennhatósága alá helyezte.
A második búr háború (1899–1902) alatt a brit haderő mintegy ötezer hadifoglyot tartott fogva a szigeten, hogy a búrok ki ne szabadíthassák őket.
A 2002 januárjában tartott szavazáson a szigetlakók többsége (a szigeten és a távolban) támogatta a repülőtér építésének tervét.
A 2009. szeptember 1-jén új alkotmányt fogadtak el, ekkor alakult meg Szent Ilona, Ascension és Tristan da Cunha a régi Szent Ilona és Tartozékai-ból. A három tag ettől kezdve egyenrangú, mindhárom autonóm része a tengerentúli területnek.
A 2021-ben tartott általános választásoktól kezdve miniszteriális kormányzást vezettek be.

## Népesség
Szent Ilona népessége (a hozzá tartozó, távolabbi szigetekkel együttvéve) 1996-ban 6500 főt tett ki, 2002-ben 7317 lakosa volt. A 2021-es népszámlálás szerint 4439 lakosa volt. A lakosság jelentős része a fővárosban, illetve annak közelében a Half Tree Hollow nevű településen él.
Népessége néhány fehér brit család mellett vegyes etnikumú. Ez a vegyes etnikum a történelem során ide hurcolt afrikai rabszolgák , az ide költözött britek és valaha itt dolgozott kínai munkások leszármazottaiból tevődik össze. Ezen kívül itt dolgozó külföldiek élnek a szigeten valamint helyiek ide költözött különböző házastársai is. Ez utóbbiak között vannak dél-afrikaiak, filippínók, sőt lengyelek is..

## Gazdaság
A lakosság turizmusból, halászatból, állattenyésztésből, valamint kézműves ipari termékeinek eladásából él. Kiváló minőségű Sárgaúszójú tonhalat halásznak a sziget körüli vizeken. A szigeten kevés, de különleges minőségű kávét is termesztenek.  A lakosság egy része, a helyi munkalehetőségek hiányában, az Ascension-szigeten és a Falkland-szigeteken dolgozik.

## Közigazgatás

### Szent Ilona körzetei
|                  | Körzet | Terület (km²) | Lakosság (1998) |
| Alarm Forest     | 5,9    | 279           |                 |
| Blue Hill        | 36,5   | 175           |                 |
| Half Tree Hollow | 1,6    | 1126          |                 |
| Jamestown        | 3,6    | 864           |                 |
| Levelwood        | 14,0   | 373           |                 |
| Longwood         | 33,4   | 951           |                 |
| Sandy Bay        | 15,3   | 254           |                 |
| Saint Paul's     | 11,4   | 893           |                 |
| Összesen         | 121,7  | 4915          |                 |

## Közlekedés

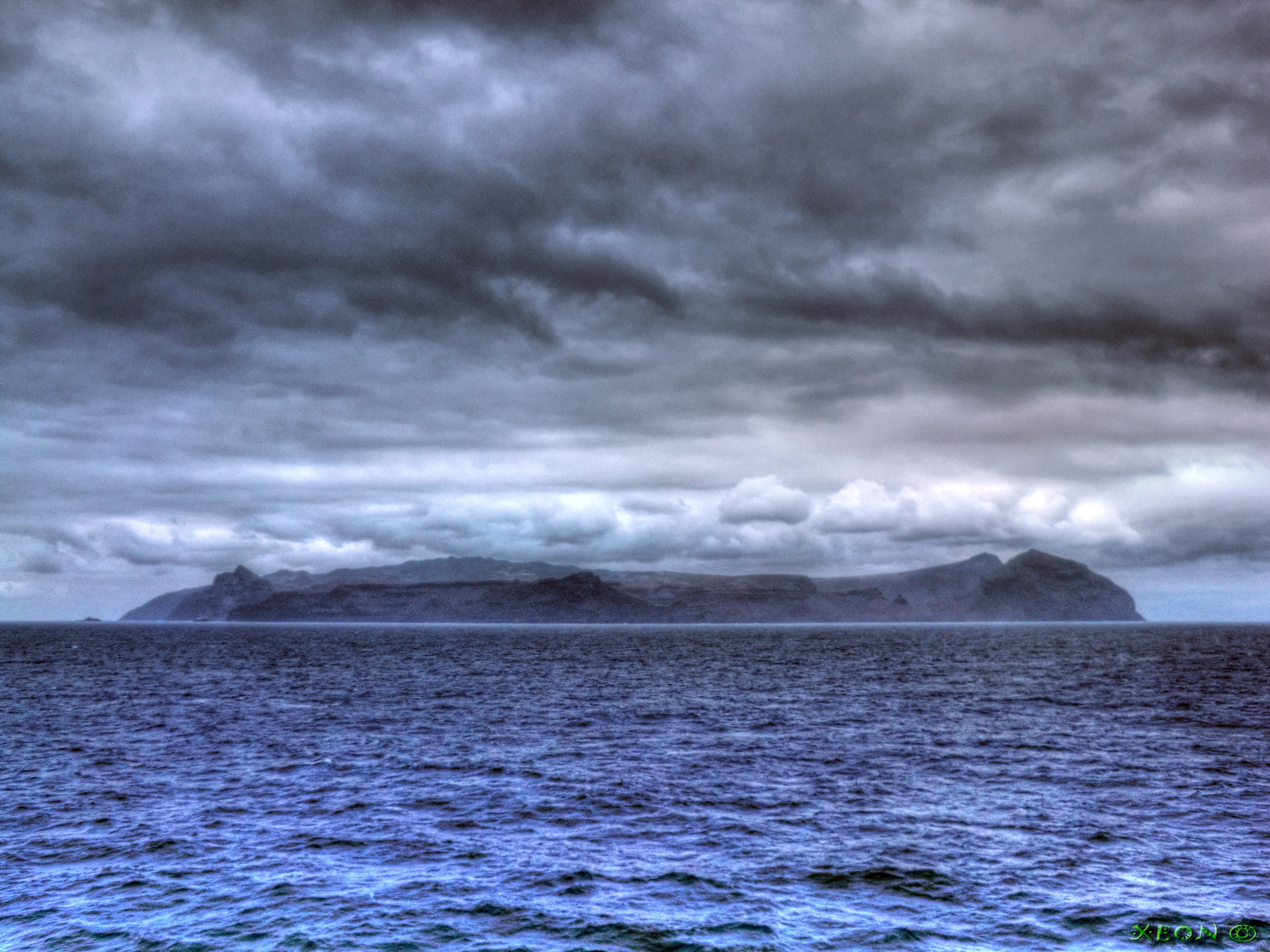
Szent Ilona panorámája a tengerről

- Közutak hossza: 118 km
- Repülőterek száma: 1
- Kikötők száma: 1

## Turizmus

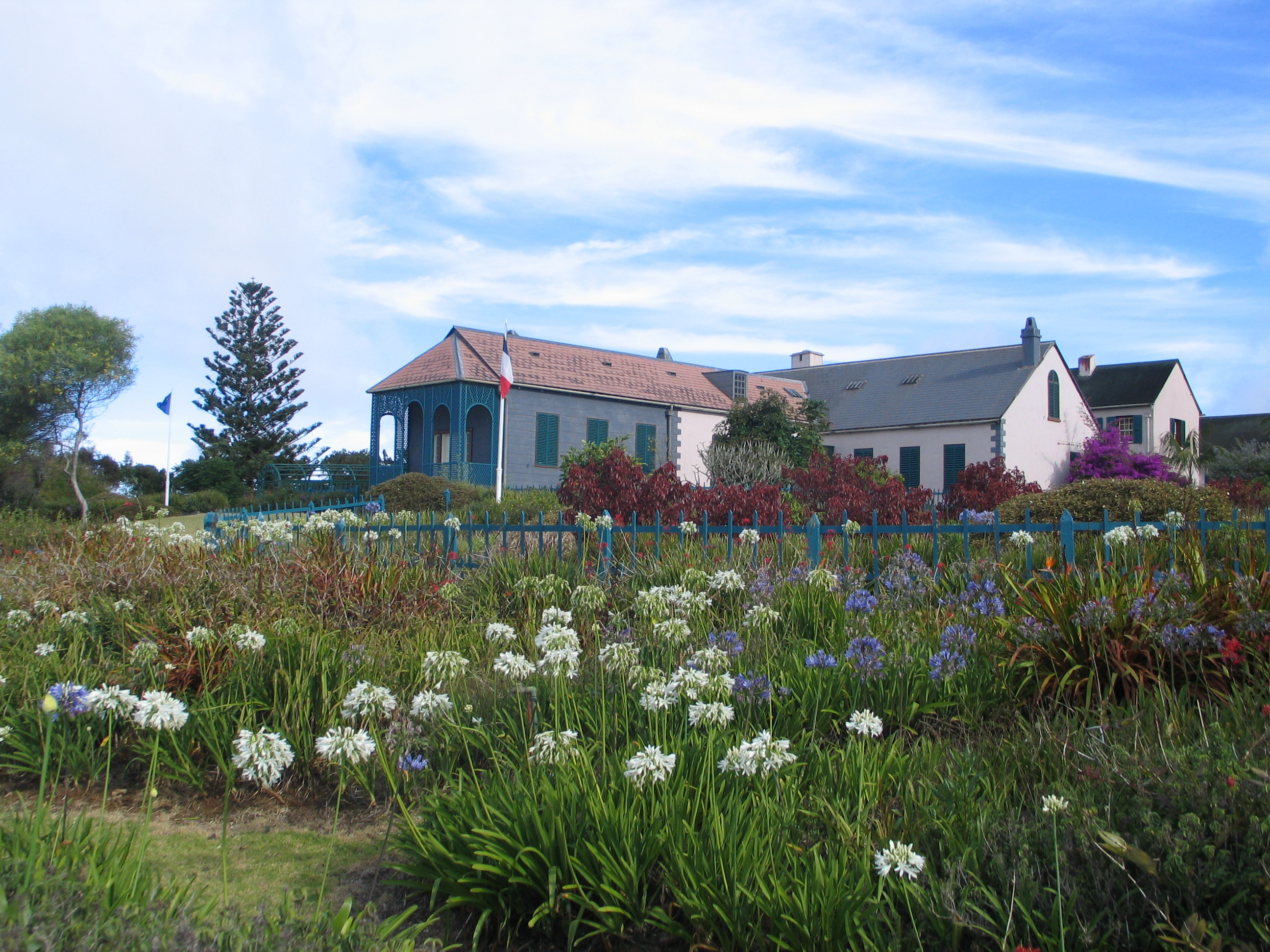
Longwood House, Napóleon egykori lakóháza

Szent Ilona neve arról ismert, hogy I. Napóleon francia császár  második, végső száműzetésének helye volt 1815-től a trónfosztott császár haláláig 1821-ig. A Longwood House, ahol élt, és a Sane Valley, ahol eltemették, 1858 óta francia terület.
Kötelező a sárgaláz elleni oltás, ha fertőzött országból érkezik valaki.
A szigeten él a világ legidősebbnek ismert állata, egy Jonathan nevű óriásteknős (Aldabrachelys gigantea hololissa).